# Take Me Home Tonight
Take Me Home Tonight är en låt av sångaren Eddie Money från hans sjätte album Can't Hold Back (1986). Låten släpptes också som singel och nådde en fjärde plats på Billboard Hot 100. Denna låt är en duett med sångerskan Ronnie Spector som var med i popgruppen The Ronettes under 1960-talet.
Låten har också ett väldigt känt intro.